# Masato Fukui
Masato Fukui (福井 理人?, Fukui Masato; Kurayoshi, 14 novembre 1988) è un ex calciatore giapponese, di ruolo attaccante.

## Carriera

### Club
Il 22 luglio 2015 viene acquistato a titolo definitivo dalla squadra albanese del Tirana.

## Palmarès

### Club

#### Competizioni nazionali
- Campionato montenegrino: 1

Sutjeska: 2013-2014